# Sarothrura pulchra
Sarothrura pulchra е вид птица от семейство Sarothruridae.

## Разпространение
Видът е разпространен в Ангола, Бенин, Бурунди, Габон, Гамбия, Гана, Гвинея, Гвинея-Бисау, Екваториална Гвинея, Замбия, Камерун, Демократична република Конго, Република Конго, Кот д'Ивоар, Кения, Либерия, Нигерия, Руанда, Сенегал, Сиера Леоне, Судан, Танзания, Того, Уганда, Централноафриканската република и Южен Судан.